# Ковда (река)
Ковда (Софянга, Кундозерка, Кума, Ругозерка, Йова) (на руски: Ковда, Софьянга, Кундозерка, Кума, Ругозерка, Иова) е река в Република Карелия и Мурманска област на Русия, вливаща се в Бяло море. Дължина 223 km, от които само 26 km (11,6%) водно течение, останалите 197 km – езерни басейни. Площ на водосборния басейн 26 100 km², от който 3654 km² (14%) са езерни басейни.
Река Ковда изтича под името Софянга от северозападния ъгъл на езерото Топозеро (част от Кумското водохранилище), на 110 m н.в., при село Софпорог, в северната част на Република Карелия. След 4 km река Софянга се влива в езерото Пяозеро (също част от Кумското водохранилище). От северния ъгъл на Пяозеро, при село Зашеек изтича река Кундозерка (2 km), която се влива в езерото Кундозеро (най-долното „стъпало“ на Кумското водохранилище). От западната част на Кундозеро, при бившето село Кумпорог изтича река Кума, която след 12 km навлиза в източната част на езерото Соколозеро (горното „стъпало“ на Йовското водохранилище). На север от Соколозеро изтича река Ругозерка (1,5 km), вливаща се в езерото Сушозеро (долното „стъпало“ на Йовското водохранилище). При селището от градски тип Зареченск река Ковда под името Йова изтича от Йовското водохранилище и навлиза в Мурманска област. След 3,5 km Йова се влива в езерото Тутозеро (горното „стъпало“ на Княжегубското водохранилище), а след това и в езерото Ковдозеро (същинската част на Княжегубското водохранилище). През 1955 г. при изтичането на река Ковда от югоизточния ъгъл на езерото Ковдозеро е изградена преградна железобетонна стена, оттокът на реката е преустановен и нивото на езерото Ковдозеро се повишава с 15 m. В северозападния ъгъл на Ковдозеро, при селището от градски тип Зеленоборски е изградена нова преградна стена с ВЕЦ в основата ѝ и прокопан 3,8 km канал, по който целият отток на река Ковда се пренасочва по него и се влива в северната част на Кандалакшкия залив на Бяло море. Най-голям приток река Тумча (172 km, ляв), вливаща се в езерото Тумчозеро, част от Йовското водохранилище. Среден годишен отток при село Софпорот 33,7 m³/s, при Кумпорог 136,7 m³/s, при Йовската ВЕЦ 231,3 m³/s, на 1,2 km от устието 276,2 m³/s.

## Топографски карти
- Лист от карта Q-36-VII,VIII Зареченск. Мащаб: 1 : 200 000. Указать дату выпуска/состояния местности.
- Лист от карта Q-36-IX,X Кандалакша. Мащаб: 1 : 200 000. Указать дату выпуска/состояния местности.
- Лист от карта Q-36-XIII, XIV.
- Лист от карта Q-36-XIX, XX.